# Chavenon
Chavenon è un comune francese di 146 abitanti situato nel dipartimento dell'Allier della regione dell'Alvernia-Rodano-Alpi.

## Società

### Evoluzione demografica
Abitanti censiti

## Curiosità
Il comune di Chavenon viene citato dallo scrittore francese Hector Malot nel suo noto romanzo per ragazzi Senza famiglia del 1878, come il luogo in cui cresce il piccolo Rèmi , il trovatello protagonista della storia.